# Just Danceシリーズ

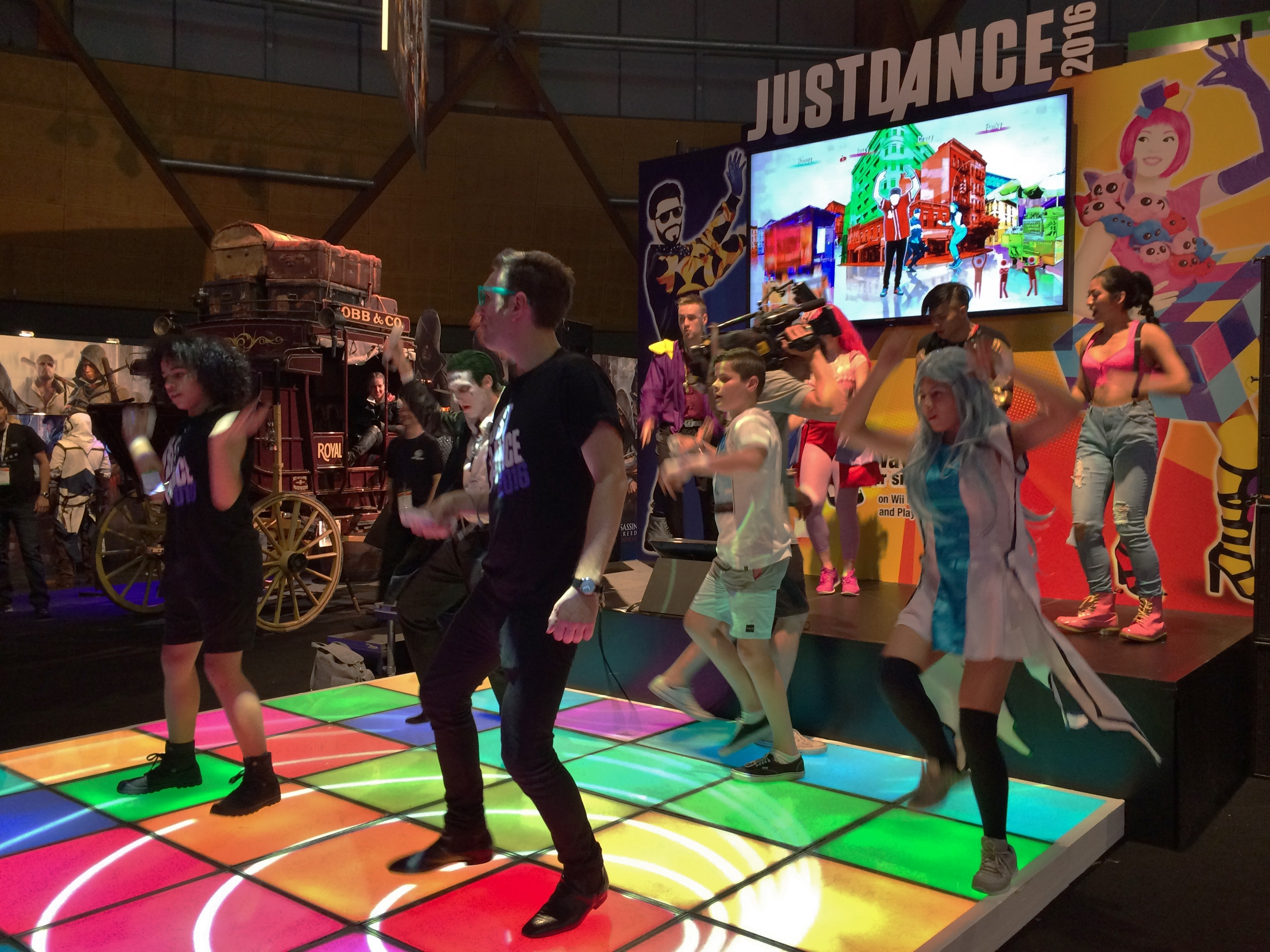
EB Games Expo 2015におけるJust Dance 2016のデモプレイ。

Just Dance(ジャストダンス)はユービーアイソフトによって開発・発売されているダンスゲームのシリーズ。シリーズのタイトルはレディー・ガガの同名の歌に由来している 。第1作目は2009年に北米 、ヨーロッパ 、オーストラリアで発売されたWii用ソフト。
一年以上前の作品は最新作の発売時にオンラインショップでデジタル版を購入できなくなる傾向にある。 

## ゲームプレイ
複数人数でのプレイに対応したモーションベースのダンスゲームで、曲ごとにそれぞれ独自のダンスの振り付けが含まれている。  プレイヤーは音楽に合わせて画面上に表示される「お手本ダンス」と同じように踊り、その正確さによってスコアが上がっていく。さらに、「決めポーズ」や「フィーバータイム」といったボーナスポイントを稼ぐ要素があり、 うまく踊ると評価が上がっていく。ゲームやシステムによっては、モーションコントローラやカメラデバイス（WiiリモコンやKinectなど）でゲームをプレイすることも、 Just Dance Nowアプリをダウンロードしてスマートデバイスでプレイすることもできる。 

## 操作方法
Wii/Wii U
海外ではWii版が初代~2020まで、Wii U版が4~2019まで発売された。
Wiiリモコンを右手に持ち、特定のタイミングでWiiリモコンのジャイロセンサーから手を動かしている方向を判定する。
Xbox 360
海外では3~2019まで発売された。KINECT(360版)が必須である。
PlayStation 3
海外では3~2018まで発売。PlayStation MoveとPlayStation Eyeが必須。
PlayStation 4
海外では2014~2022まで発売。PlayStation MoveとPlayStation Cameraが2014~2015版で必須。2016~2022ではスマートフォンに"Just Dance Controller"アプリをインストールすることで周辺機器が未所持の状態でもプレイ可能。
Xbox One
海外では2014~2022まで発売。KINECT(ONE版)が2014~2015版で必須。2016~2022ではスマートフォンに"Just Dance Controller"アプリをインストールすることで周辺機器が未所持の状態でもプレイ可能。
Nintendo Switch
2017から対応。Joy-Conまたはスマートフォンで"Just Dance Controller"(2023年版以降は"Just Dance XXXX Controller,Xには年号が入る)をインストールしたものが必要である。Joy-Conを両手持ちすることも可能。
PlayStation 5/Xbox Series X/S
2021から対応。原則スマートフォンに"Just Dance Controller"(2023年版以降は"Just Dance XXXX Controller,Xには年号が入る)をインストールしたものしか使用できない。

## シリーズ

### メインシリーズ
Just Dance
2009年11月17日発売。
Just Dance 2
2010年10月12日発売。8人までのマルチプレイに対応。 ダウンロードコンテンツに対応するようになった 。
Just Dance 3
2011年10月7日発売。新たに、Xbox 360 （Kinect対応）版とPlayStation 3（PlayStation Move対応）版（2011年12月6日発売）が追加された。
Just Dance 4
2012年10月9日発売。新たに、Wii U版（2012年11月8日発売）版が追加された。
Just Dance 2014
2013年10月8日発売。 新たに、Xbox One（Kinect対応）版（2013年11月22日発売）とPlayStation 4版（2013年11月15日発売）が追加された。
Just Dance 2015
2014年10月21日発売。
Just Dance 2016
2015年10月20日発売 。 サブスクリプション方式「Just Dance Unimited」に対応。
Just Dance 2017
2016年10月25日発売。新たに、PC版とNintendo Switch版（2017年3月3日発売）が追加されたが、PC版はこれが最初で最後の対応となった。
Just Dance 2018
2017年10月24日発売。PlayStation 3版は最後の対応となった。
Just Dance 2019
2018年10月23日発売 。Xbox 360版とWii U版は最後の対応となった。
Just Dance 2020
2019年11月5日発売。新たに、Stadia版（2019年11月19日発売）が追加された。Wii版は最後の対応となった。
2020年3月12日には日本でもSwitch版が発売された（ユービーアイソフト日本法人からはシリーズ初）。
Just Dance 2021
2020年11月12日発売。新たにPlayStation 5版とXbox Series X/S版（2020年11月24日）が追加された。
Just Dance 2022
2021年11月4日発売。日本では Switch、PS4、PS5、Xbox One、Xbox Series X/Sの機種で発売された。
PS4版とXbox One版、Stadia版は最後の対応となった。また、「Just Dance Unimited」も最後の対応となった。
Just Dance 2023 Edition
2022年11月22日発売。Switch、PS5、Xbox Series X/Sの機種で発売された。
本来ならStadiaでも発売される予定だったが、Stadiaのサービス終了を受けてキャンセルとなった。
また、今作からは新たなサブスクリプション方式である「Just Dance+」に対応。
Just Dance 2024 Edition
2023年10月24日発売。Switch、PS5、Xbox Series X/Sの機種で発売された。
2023 Editionと共通のランチャーを使用しており、同じ機種で両方のエディションを購入していれば、両方のエディションの楽曲を同じランチャーでプレイできる。

### 日本版
JUST DANCE Wii
2011年10月13日に任天堂より発売されたWii用ソフト。
Just DanceやJust Dance 2までの楽曲12曲と日本向けにJ-POP16曲を収録。
JUST DANCE Wii 2
2012年7月26日に任天堂より発売されたWii用ソフト。
J-POP20曲とJust Dance 2やJust Dance 3の楽曲15曲を収録。
JUST DANCE Wii U
2014年4月3日に任天堂より発売されたWii U用ソフト。
J-POP20曲とJust Dance 4やJust Dance 2014から15曲を収録。
妖怪ウォッチダンス JUST DANCE スペシャルバージョン
2015年12月5日にレベルファイブより発売されたWii U用ソフト。『妖怪ウォッチ』とのコラボ作品で、アニメ版の主題歌など全10曲を収録。

### スピンオフ
Just Dance Kids / Dance Juniors
北アメリカでは2010年11月9日、ヨーロッパでは2011年2月4日発売。
当時子どもに人気だった楽曲40曲を収録。コーチも子どもになっている。
Just Dance Kids 2 / Just Dance Kids
北アメリカでは2011年10月25日、ヨーロッパで同年11月4日発売。
当時子どもに人気だった楽曲40曲を収録。今作は怪盗グルーの月泥棒 などの映画からも収録されている。
Just Dance Kids 2014
北アメリカでは2013年10月22日、ヨーロッパでは同年10月25日発売。
当時子どもに人気だった楽曲30曲を収録。
Just Dance: Disney Party
2012年10月23日発売。
ディズニー映画や、ディズニー・チャンネルでの楽曲25曲を収録。
Just Dance: Disney Party 2
2015年10月20日発売。
ディズニー映画や、ディズニー・チャンネルでの楽曲20曲を収録。
Michael Jackson: The Experience
アメリカなどでは2010年11月23日、フランスなどでは同年11月25日、日本では2011年12月8日発売。
マイケル・ジャクソン の曲を聞きながらボタンを押したり踊ったりできるシステム。機種によってやり方が違う。
The Black Eyed Peas Experience
北アメリカでは2011年11月8日、オーストラリアでは同年11月10日、ヨーロッパでは同年11月11日発売。
ブラック・アイド・ピーズの楽曲が収録。Wii版とXbox 360版ではグラフィックが大きく違う。なお、今作は株式会社スピカ(旧名: イニス)が制作に携わっている。
The Hip Hop Dance Experience
2012年11月13日発売。
ヒップホップの楽曲を40曲収録。(※Xbox 360は全曲収録されているが、Wii版は1部収録されていない。)従来のJust Danceとは違い、フィーバータイムが存在し、路地裏などの背景に流れるMV、そしてコーチと自分のアバターとなっている。また、星の数では無くパーセントで踊れたか出てくる。なお、今作では株式会社スピカ(旧名: イニス)、Wii版ではLand Ho!が制作に携わっている。
Dance on Broadway
2010年6月15日発売。(※機種によって発売日が異なる。)
ブロードウェイ・ミュージカルの楽曲20曲を収録。
The Smurfs Dance Party
北アメリカでは2011年7月19日、オーストラリアでは同年9月4日、ヨーロッパでは同年7月29日発売。
スマーフの楽曲24曲を収録。コーチにはガーガメルやスマーフ達がしている。
ABBA: You Can Dance
北アメリカでは2011年11月15日、オーストラリアでは同年11月24日、ヨーロッパでは同年11月25日発売。
ABBAの楽曲25曲を収録。今作はWii版のみであり、USBマイクでカラオケモードもできる。

### グレイテスト・ヒッツ シリーズ
Just Dance: Greatest Hits
2012年6月29日発売。
Just DanceやJust Dance 2の楽曲35曲を収録。

## Just Dance Unlimited
ダウンロードコンテンツに代わるサブスクリプション方式のサービス。 Just Dance 2016～Just Dance 2022のメインシリーズが対応。 過去シリーズにあった150曲以上の楽曲に加え、新曲も含まれている。 

## Just Dance+
前述のJust Dance Unlimitedに代わるサービスとして追加された、サブスクリプション方式のサービス。Just Dance 2023 Edition以降のメインシリーズが対応。

## 映画
2019年1月にスクリーン ジェムズが映画化の権利を取得したとニュースサイトの Deadline が報じた。同記事によると、Ubisoft Film and Television と Olive Bridge Entertainment が共同で映画版の企画製作を務める。